# Colonia Nicolich
Colonia Nicolich è un comune dell'Uruguay, situato nel Dipartimento di Canelones.